# Azure Striker Gunvolt
Azure Striker Gunvolt (蒼き雷霆アームドブルーガンヴォルト, Armed Blue: Gunvolt) est un jeu vidéo d'action et de plates-formes développé par Inti Creates et sorti en 2014 sur Windows, Nintendo Switch et Nintendo 3DS.

## Accueil
- GameSpot : 8/10[1]
- IGN : 7,8/10[2]